# Ère Kōryaku
L'ère Kōryaku (康暦) est une des ères du Japon (年号 nengō, lit. « nom de l'année ») de la Cour du Nord durant l'époque Nanboku-cho après l'ère Eiwa et avant l'ère Eitoku. Cette ère couvre la période allant du mois de mars 1379 au mois de février 1381. L'empereur siégeant à Kyoto est Go-En'yū (後円融天皇, Go-En'yū-tennō). Durant cette période, le rival de la Cour du Sud à Yoshino est Chōkei (長慶天皇, Chōkei-tennō).

## Contexte de l'èpoque Nanboku-chō

Les sièges impériaux durant l'époque Nanboku-chō sont relativement proches l'un de l'autre mais géographiquement distincts. Ils sont conventionnellement identifiés ainsi :
Capitale du nord : Kyoto
Capitale du sud : Yoshino.

Au cours de l'ère Meiji, un décret impérial daté du 3 mars 1911 établit que les monarques régnants légitimes de cette époque sont les descendants directs de l'empereur Go-Daigo par l'empereur Go-Murakami dont la Cour du Sud a été établie en exil à Yoshino, près de Nara.
Jusqu'à la fin de l'époque d'Edo, les empereurs usurpateurs (en supériorité militaire) et  soutenus par le shogunat Ashikaga sont erronément inclus dans les chronologies impériales  en dépit du fait incontestable que les insignes impériaux ne sont pas en leur possession.
Cette Cour du Nord illégitime est établie à Kyoto par Ashikaga Takauji.

## Changement d'ère
- 1379, aussi appelée Kōryaku gannen (康暦元年?) : Le nom de la nouvelle ère est créé pour marquer un événement ou une succession d'événements. La précédente ère se termine quand commence la nouvelle, en Eiwa 5.

Durant la même époque, l'ère Tenju (1375–1381) est le nengō équivalent à la Cour du Sud

## Événements de l'ère Kōryaku
- 1379 (Kōryaku 2) : Shiba Yoshimasa est nommé kanrei[5].
- 1380 (Kōryaku 3) : Kusunoki Masanori rejoint l'empereur Kameyama; l'armée du sud connaît des revers[5].
- 26 juillet 1380 (Kōryaku 2, 24e jour du 6e mois) : L'ancien empereur Kōmyō meurt à l'âge de 60 ans[6].